# باسكال بيتي
باسكال بيتي (بالفرنسية: Pascale Petit)‏ هي ممثلة فرنسية، ولدت في 27 فبراير 1938 في فرنسا.

## وصلات خارجية
- باسكال بيتي على موقع IMDb (الإنجليزية)
- باسكال بيتي على موقع روتن توميتوز (الإنجليزية)
- باسكال بيتي على موقع مونزينجر (الألمانية)
- باسكال بيتي على موقع ألو سيني (الفرنسية)
- باسكال بيتي على موقع أول موفي (الإنجليزية)
- باسكال بيتي على موقع قاعدة بيانات الأفلام السويدية (السويدية)
- باسكال بيتي على موقع قاعدة بيانات الفيلم (الإنجليزية)
- باسكال بيتي على موقع كينوبويسك (الروسية)